# بوليط بستاني
بوليط بستاني (الاسم العلمي:Boletus hortensis ) هو نوع الفطريات يتبع جنس البوليط من الفصيلة البوليطية.